# Чермнев стан
Чермнев стан  — историческая административно-территориальная единица в составе Зарецкой половины Московского уезда до середины XVII века. Назван по становому селению Чермнево (позднее Чернево и Чернево Вышнее. Располагался на территории Юго-западного округа современных Москвы, между двумя участками сопредельного Ратуева стана, к востоку от Сосенского стана.

## Упоминания
- В конце XVI века в составе стана упоминается сельцо Скрябино(Скорятино, Зюзино) Василия Григорьевича Зюзина у реки Котёл[5]
- 1584/86 год — «Василей Борисов сын Сукин[6]: вотчины за ним село Троецкое з деревнями: пашни и перелогу 285 четьи безе полуосмины»
  - Игнатей Петрович Татищев: вотчины за ним деревня Юркина, а в продажном списку та деревня стоит за князем Иваном за Звенигородцким: пашни и перелогу 62 четьи с осминою.
  - Василей Борисов сын Сукин: вотчины за ним село Троецкое з деревнями: пашни и перелогу 285 четьи безе полуосмины.
  - Вешняк Селин да Яков Розволигородов: вотчины за ними деревня Митенина: пашни и перелогу 41 четьи с полуосминою.
  - Григорей Федоров сын Калычев: вотчины за ним селцо Чижова да 7 пустошей: пашни и перелогу 200 четьи с полуосминою.
  - Федор Михайлов сын Ласкирев: вотчины  за ним селцо Окатова да 2 деревни живущие, да 4 пустоши: пашни и перелогу 85 четьи.
  - Князь Василей Петрович Туренин: вотчины за ним село Ступишино да пустошь: пашни и перелогу 95 четьи безе полуосмины.
- 1627 — в писцовых книгах упоминается усадище Изютиново[7], Зюзино,
- 1640 — в списке с межевой книги вотчинных земель боярина, князя Бориса Александровича Репнина  в пустошах Шатиловой и Баташовой, в Иванкове и Кулешове починках[8].
- 1659—1660 — в списке с межевой книги вотчинных земель братьев Ильи и Василия Кузьмичей Безобразовых  в деревне Степановской (Емелинском, Бесово). Рядом — пустошь Данилкова Сосенского стана стольника Григория Максимовича Стрешнева[8], тогдашнего владельца Узкого[9].

## Населённые пункты
- Черенево-Высшее[10]
- Коньково-Троицкое
- Коньково-Сергиевское
- Киово-Качалово
- Зюзино(ранее Скрябино Скорятино тож близ речки Котёл)[11]
- Бирилево Расловлово[7]
- Троицкое Василия Борисовича Сукина[12]